# Gömöri csipke
A Gömörben készült vert csipkék mintái azért változatosak, mert a magyar hímzésből átvett elemek is gazdagították és jellegzetessé tették. Szépségüket az adja, hogy a legigényesebb textildíszítési módokat pl. azsúr, subrika, horgolt csipke stb. is alkalmaztak ügyelve arra, hogy az elkészült csipke harmonizáljon a díszítendő textíliával. Főleg szélcsipkéket és betétcsipkéket készítettek.